# Ostranenie 1
Ostranenie 1 er en eksperimentalfilm instrueret af Vibeke Vogel efter eget manuskript.

## Handling
Ostranenie er det russiske ord for at se noget for allerførste gang, eller betegnelsen for en operation, der stiller os fremmed over for et objekt. Videoen går i dialog med verden og løfter dermed billederne fra uartikuleret registrering til et fænomen i sig selv.